# Another Side of Bob Dylan
1964. augusztus 8-án megjelent Bob Dylan negyedik albuma, az Another Side of Bob Dylan. Ezzel az albummal kezdődött eltávolodása a folkzenei gyökerektől és a protest daloktól. Több dalra jellemző a szürrealizmus, mely a későbbi albumokra – a Highway 61 Revisited-re és a Blonde on Blonde-ra lesz jellemző. Dylan külön jegyzetet is írt, egy 11 részes versciklust "Some Other Kinds Of Songs…" címmel.
Az album felvételei egyetlen éjszaka, 1964. június 9-én készültek el. Aznap éjjel próbálta felvenni "Mr. Tambourine Man" című dalát, melyet először 1964. május 17-én, egy londoni koncerten játszott. Nat Hentoff az egész felvételt dokumentálta, melyet még az évben egy Dylan-portréhoz használt fel.
Az Another Side „hagyományszegése”, Dylan gyökereitől való távolsága, és az, hogy Dylan nem volt hajlandó aktuális dalokat játszani az 1964-es Newporti Folkfesztiválon, a folk neves személyiségeinek éles tiltakozását váltotta ki. Irwin Silber, a Sing Out! szerkesztője szerint Dylan „valahogy eltávolodott az emberektől” és „a hírnév áldozata lett”.
Az Another Side of Bob Dylan az USA-ban 43. (végül aranylemez) lett, 1965-ben, Nagy-Britanniában pedig a 8. helyet érte el.

## A dalok keletkezése és a felvételek
1963 folyamán Dylan egyszerre dolgozott egy regényen és egy színdarabon. Több kiadó is szerette volna leszerződtetni Dylant, és a City Lights (egy kicsi, de tekintélyes kiadó, mely költészetre specializálódott) kedvező ajánlatot tett. Mivel Dylan változó intenzitással dolgozott könyvén, menedzsere, Albert Grossman egy nagyobb kiadóval kötött szerződést.
Bob Markel, a Macmillan főszerkesztője azt mondta: „Előleget adtunk [Dylannek] egy cím nélküli könyvre …A kiadó nagy kockázatot vállalt egy fiatal, de tapasztalatlan íróval.” Amikor Markel először találkozott Dylannel, „még nem volt szó könyvről. Az anyag akkor még elég homályos, vázlatos volt. A szerkesztő megfoghatatlannak tartotta. Dylan szimbolizmusát nehezen értették meg, viszont közvetlen volt, homályos, de nagyszerű képekkel. Nagyon jónak tartottam, de elég sokban különbözött Dylan addigi munkáitól. De könyvről nem volt szó.”
A könyv csak évek múlva készült el, de a szabadverssel való kísérletezés nagy hatást gyakorolt Dylan dalaira. A legfigyelemreméltóbb példa a Kennedy elnök elleni merényletről szóló vers hatsoros lezárása (a merénylet 1963. november 22-én, pénteken történt):
„the colors of Friday were dull / as cathedral bells were gently burnin / strikin for the gentle / strikin for the kind / strikin for the crippled ones / an strikin for the blind”
Ez a refrén később a "Chimes of Freedom" című dalban szerepelt. Clinton Heylin életrajzíró szerint „Dylan ezzel a szomorú refrénnel a napi történések trubadúrjából az országút költőjévé vált”.
1964 februárjában Dylan csatlakozott egy húsznapos amerikai turnéhoz. Barátai (Paul Clayton, Victor Maymudes és Pete Karman) társaságában egy nagy autóval utazott. Dylan New Yorkból indult, és több kitérőt tett, mialatt eljutott a turné kaliforniai végállomására. (Egyszer meglátogatta Carl Sandburg költőt is.) Dylan később azt mondta: „A kocsmákban beszélgettünk az emberekkel, bányászokkal. Beszélgetni az emberekkel – ez a legjobb dolog.”
Heylin szerint „az utazás legfőbb célja az volt, hogy ihletet adjon Dylannek a folkdaloktól való továbblépéshez; nem is igazán a kocsmáktól vagy a bányászoktól, hanem saját belsőjétől.” Dylan idejének legnagyobb részét a kocsi hátuljában töltötte, dalait és talán verseit gépelte. A turné alatt írta a "Chimes of Freedom" című dalt, ami a február 15-i, Denveri koncertre el is készült. Szintén ekkor íródott a "Mr. Tambourine Man".
Szintén a turné idejére esett a Beatles első amerikai látogatása. Az esemény döntő hatást gyakorolt az amerikai kultúrára. Ám Dylan már 1963 óta ismerte a Beatlest. Több feltevés is létezik arról, hogy Dylan miként vélekedett a zenekarról, de az biztos, hogy Suze Rotolo és Al Aronowitz a lehető leghamarabb megismertette Dylannel zenéjüket. Aronowitz később azt mondta, hogy Dylan „rágógumizenének” titulálta dalaikat, de egy 1971-es interjúban Dylan azt mondta, hogy nagy hatással volt rá a Beatles. „Épp Coloradoban voltunk, hallgattuk a rádiót és a Top 10 dalaiból nyolc Beatles-dal volt…"I Wanna Hold Your Hand" és a többi korai dal. Olyan dolgokat csináltak, amiket akkor senki más. Az akkordjaik szörnyűek voltak, egyszerűen szörnyűek, de a dallam valódivá tette…Tudtam, hogy a zenének arra kell haladnia, amerre ők tartottak.”
Amikor márciusban Dylan visszatért New Yorkba, egy elektromos gitárt kölcsönzött. Ugyanebben a hónapban a Beatles egyhetes turnén vett részt Franciaországban. Ezalatt George Harrison vett egy albumot, aminek En Roue Libre, ismertebb nevén The Freewheelin’ Bob Dylan volt a címe. Harrison azt mondta: „állandóan azt hallgattuk, a végére már teljesen elkopott. Csak a szövegre és a hangulatra figyeltünk.”
Ahogy Dylan és a Beatles elkezdtek hatással lenni egymásra, Dylan magánéletében komoly változások történtek. Bár egyre kevesebbet léptek fel együtt, Dylan románca folytatódott Joan Baezzel. Suze Rotolónak hirtelen elege lett a dologból. Nem sokkal azután, hogy Dylan visszatért New Yorkba, összevesztek. Akkoriban Suze a nővérénél, Carlánál lakott, és amikor carla hazajött, Dylan vitatkozni kezdett vele. Végül Carla azt mondta Dylannek, hogy tűnjön el, de ő később visszajött, hogy kibéküljön Suze-zal. Ekkor Suze anyja, Mary közbelépett és eltiltotta lányától Dylant. Egy 1966-os interjúban Dylan azt mondta, hogy „a szakítás után sokáig nagyon rossz passzban voltam. Tényleg nagyon rossz passzban.”
Egy feltevés Dylan első találkozását a hallucinogénekkel 1964 áprilisára teszi; Paul Rothchild azt mondta Bob Spitznek, hogy ott volt, amikor Dylan először vett be LSD-t. 1964 februárjában Dylan azt mondogatta barátainak, hogy „Rimbaud a legjobb. Az ő dolgai jelentenek valamit igazán. Én is úgy fogok írni.” Rimbaud egyszer azt írta mesterének, Georges Izambard-nak, hogy „a költő az érzékek hosszú, csodálatos és racionális összezavarásával látnokká változik…Az ismeretlenhez nyúl és – különösen, ha már elveszti józan eszét – a végén már nem képes felfogni vízióit, feltéve, ha látja azokat.” (1871. május) Dylan korai kísérletezését a hallucinogénekkel gyakran hozzák kapcsolatba dalszövegeinek drámai megváltozásával, bár Dylan minden hasonló feltevést tagadott.
Dylan később Európába utazott; Angliában adott néhány koncertet, majd Párizsba ment, ahol egy Christa Paffgen nevű modellel ismerkedett meg. A nő később Nico néven vált ismertté. Miután a nő lakásán megebédeltek, Nico csatlakozott Dylanhez és együtt utazták át Európát; az utolsó állomás egy Vernilya nevű kis falu volt Athén külvárosában. Dylan több, mint egy hetet töltött itt, és a negyedik album dalainak nagy részét is itt fejezte be. Ezek közül kilencet New Yorkba való visszatérésekor fel is vett: "All I Really Want to Do", "Spanish Harlem Incident", "To Ramona", "I Shall Be Free No. 10", "Ballad in Plain D", "It Ain't Me, Babe", "Mama You Been on My Mind", "Denise, Denise" és "Black Crow Blues". Szintén befejezte az "I'll Keep It with Mine" című dalt is, mely Nico szerint róla és kisgyermekéről szólt. Dylan Nicónak adta a dalt, mely Nico 1967-es, Chelsea Girl című albumán jelent meg.
Mivel Dylan albumai egyre sikeresebbek voltak, a Columbia egyre sürgette az album felvételeit. Amikor Dylan visszatért New Yorkba, gyorsan lefoglalták a stúdióidőt, a produceri feladatokat pedig ismét Tom Wilson látta el.
Az első (és egyetlen) stúdiónapot 1964. június 9-én tartották New Yorkban, a Columbia Studios A Stúdiójában. Heylin szerint „míg megivott egy-két üveg Beaujolais-t”, Dylan tizennégy eredeti dalt vett fel, közülük tizenegy került fel az albumra. A három dal, ami nem került az albumra: "Denise, Denise", "Mr. Tambourine Man" és "Mama You Been on My Mind".
A felvételen jelen volt Ramblin' Jack Elliott is, akit Dylan megkért, hogy segítsen a "Mr. Tambourine Man" felvételében. Elliott így emlékezik: „Meghívott, hogy én is énekeljem a dalt, de nem tudtam az egész szöveget, csak a refrént, ezért csak a refrénekben énekeltem vele.” Csak egy felvétel készült, melyen Dylan még nem egészen biztos a szövegben. Bár végül nem használták fel, Dylan következő albumához újra elővette a dalt.
Az utolsó dal, amivel Dylan foglalkozott, a "My Back Pages" volt. Amikor ez is elkészült, már éjjel fél kettő volt. Ezután kiválasztották a szükséges dalokat és néhány apróbb igazítás után megcsinálták a dalok sorrendjét is.

## A dalok
Dylan azt mondta Nat Hentoffnak, hogy „egyetlen aktuális, ujjal mutogató dal sincs” az Another Side-on, ami szintén komoly változás volt a korábbi albumokhoz képest.

## Az album dalai
Minden dalt Bob Dylan írt.
1. "All I Really Want to Do" – 4:05
2. "Black Crow Blues" – 3:14
3. "Spanish Harlem Incident" – 2:25
4. "Chimes of Freedom" – 7:10
5. "I Shall Be Free No. 10" – 4:48
6. "To Ramona" – 3:52
7. "Motorpsycho Nightmare" – 4:33
8. "My Back Pages" – 4:23
9. "I Don't Believe You (She Acts Like We Never Have Met)" – 4:23
10. "Ballad in Plain D" – 8:17
11. "It Ain't Me, Babe" – 3:34